# ティブルティーナ街道

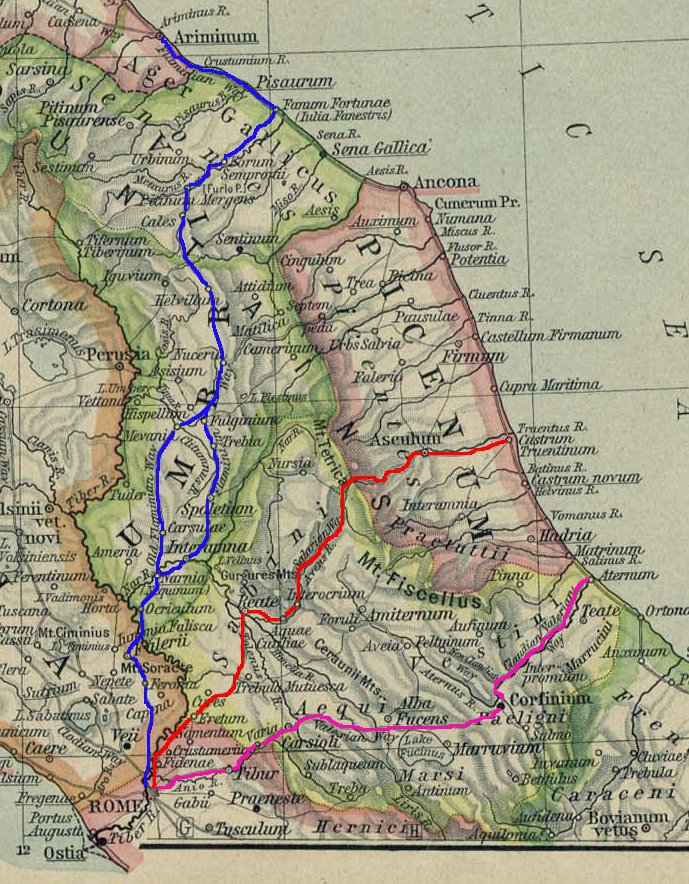
ローマとアドリア海を結ぶ古代ローマの街道構成。紫色がティブルティーナ・ヴァレーリア街道、赤色はサラリア街道、青色はフラミニア街道。

ティブルティーナ街道 (via Tiburtina)は、ローマと「ティーブル」（ティーヴォリ）と結んでいたローマ街道の一つであった。
執政官マルクス・ヴァレリウス・マクシムスにより、ローマ暦467年（紀元前286年）頃に建設された。

## 道程
元々、ティーブルの聖域を訪れる巡礼者が通った道を元にしていた。
その後、郊外に立派な別荘を作るローマ貴族達の通る道となった。
ティブルティーナ・ヴァレーリアという名前が付けられ、それまでに属州となったアエクイ人やマルシ人の領土の政治的な支配を容易にするため、また200km以内でアペニン山脈を越えアドリア海を繋ぎオスティア・アテルニ（現在のペスカーラ）に至るために延長された。
今日でもローマとペスカーラを結び、国道5号ティブルティーナ街道という名前が与えられている。